# Meoneura nigrifrons
Meoneura nigrifrons är en tvåvingeart som beskrevs av Malloch 1915. Meoneura nigrifrons ingår i släktet Meoneura och familjen kadaverflugor. Inga underarter finns listade i Catalogue of Life.